# 庫寧 (若夫克瓦區)
50°5′51″N 23°48′8″E / 50.09750°N 23.80222°E
庫寧（烏克蘭語：Кунин），是烏克蘭西部的村莊，隸屬利維夫州的利維夫區。該村始建於1540年，面積1.17平方公里，▼人口676，人口密度每平方公里577.78人。
1. ↑  . dmg.gov.ua.   [2025-06-23] （乌克兰语）.